# Waliso
Waliso (również znane jako Ghion) – miasto w środkowej Etiopii. Pożone w strefie Debub Mirab Shewa regionu Oromia, 115 kilometrów na południowy zachód od Addis Abeby, na wysokości 2063 m n.p.m. Miasto jest ośrodkiem administracyjnym tej strefy. Według danych szacunkowych na rok 2010 liczy 54 605 mieszkańców. Ośrodek przemysłowy.